# 日本妖怪大全
『日本妖怪大全』（にほんようかいたいぜん）は、講談社から出版された水木しげるによる妖怪の解説書および画集。日本各地の妖怪を収めた本書は1991年に正編、1994年に続編が出版され、2014年には895点の妖怪画を収録した『決定版 日本妖怪大全』が出版された。

## 概要
『日本妖怪大全』は1991年に講談社のKCデラックスからB5判サイズで出版。日本の妖怪を描いた423点の絵と解説を五十音に分類してまとめており、これまでの類書に比べてより事典らしくなっている。その後、1994年には288点の妖怪画を収めた『続・日本妖怪大全』が同社から出版。前作の続編として新たな妖怪画が収録される一方で、水木ならではの「現代の妖怪」の章が新設されている。また、同年に正編の文庫版『図説 日本妖怪大全』、2007年に続編の文庫版『図説 日本妖怪大鑑』が講談社+α文庫としてそれぞれ出版。妖怪画が追加されて解説がより詳細になり、カラー口絵なども一部変更されている。
そして、これら正・続2冊の文庫版を1冊にまとめて増補・再編集した『決定版 日本妖怪大全 妖怪・あの世・神様』（講談社文庫）が2014年に出版。新たな研究をふまえた解説に、50年以上描きためた日本の妖怪や神仏など全895点の妖怪画が収められた水木妖怪図鑑の集大成とされる。900ページ以上の文庫本で厚さが4センチにもなることから、「枕にもなる」と水木は本書の完成を喜んでいたという。基本は1ページに1体の妖怪を紹介しており、上部に絵、下部に解説という構成。文庫サイズゆえに絵は小さいが、1冊における収録数としては最も多い。

## 備考
1968年版
1968年12月に『週刊少年マガジン』の増刊号（12月8日号、通巻523号）として出版された水木しげるの妖怪画集も、同名の『日本妖怪大全』である。これは通常の単行本ではなく雑誌コードで出版されたもので、巻末にはつげ義春の漫画が併録されている。『週刊少年マガジン』1968年9月15日号に掲載された「決定版日本妖怪大画集」を大幅に増補したもので、水木しげるにとっては初めての妖怪画集である。当時の決定版として本書の妖怪は大衆に定着していったとされ、手塚治虫も本書を所持していた。
その他
- 水木しげるロードが計画段階の頃にタイミング良く『日本妖怪大全』が出版されたことで、設置する妖怪ブロンズ像の選定に重宝したという[7]。なお、本書は境港妖怪検定の公式テキストブックにも指定されている。
- マレー半島に住むセノイ族の村を訪ねた際、彼らに本書を見せたところ「いる」「見た」と妖怪を指さして大騒ぎになった。水木はこれがヒントになって「妖怪千体説」を唱えようになる[8]。これは、妖怪は世界中に無数にいるが、それぞれ共通性があり凡そ千種類に集約されるという説である。
- コリン・ウィルソンに本書を進呈すると大変驚かれ、そういうものが絵で表現できることを羨ましがられたという[9]。
- 『図説 日本妖怪大鑑』に掲載された妖怪のうち、「新ぬりかべ」「新ぬらりひょん」が、2017年1月14日に実施された大学入試センター試験の「日本史A」の試験問題中で、『妖怪ウォッチ』に登場する「ムダヅカイ」「ロボニャン」とともにとりあげられた[10]。

## 書誌情報
- 『日本妖怪大全』 KCデラックス、1991年4月、ISBN 4-06-313210-2
- 『続・日本妖怪大全』 KCデラックス、1994年11月、ISBN 4-06-319546-5
- 『図説 日本妖怪大全』 講談社+α文庫、1994年9月、ISBN 4-06-256049-6
- 『図説 日本妖怪大鑑』 講談社+α文庫、2007年7月、ISBN 978-4-06-281126-2
- 『決定版 日本妖怪大全 妖怪・あの世・神様』 講談社文庫、2014年2月、ISBN 978-4-06-277602-8

## 関連書籍
- 『媒体別妖怪画報集I』（講談社〈水木しげる漫画大全集〉、2016年9月、ISBN 978-4-06-378154-0）- 前述の1968年版の『日本妖怪大全』をはじめ、雑誌掲載された「妖怪画報」を収録。